# Nokere Koerse 2015
La Nokere Koerse 2015, settantesima edizione della corsa, valida come prova di classe 1.1 dell'UCI Europe Tour 2015, si svolse il 18 marzo 2015 per un percorso di 197,7 km. La vittoria andò al belga Kris Boeckmans, che giunse al traguardo in 4h26'50" alla media di 44,45 km/h.
Dei 188 ciclisti alla partenza furono in 166 a concludere la gara.

## Squadre e corridori partecipanti
| N.      | Cod. | Squadra                     |
| ------- | ---- | --------------------------- |
| 1-8     | LTS  | Lotto-Soudal                |
| 11-18   | EQS  | Etixx-Quick Step            |
| 21-25   | FDJ  | FDJ                         |
| 31-38   | TLJ  | Team Lotto NL-Jumbo         |
| 41-47   | BMC  | BMC Racing Team             |
| 51-58   | TFR  | Trek Factory Racing         |
| 61-68   | TSV  | Topsport Vlaanderen-Baloise |
| 71-78   | WGG  | Wanty-Groupe Gobert         |
| 81-88   | CLT  | Cult Energy Pro Cycling     |
| 91-98   | CJR  | Caja Rural-Seguros RGA      |
| 101-108 | BOA  | Bora-Argon 18               |
| 111-118 | ROP  | Roompot-Oranje Peloton      |
| 121-128 | CCC  | CCC Sprandi Polkowice       |

| N.      | Cod. | Squadra                        |
| ------- | ---- | ------------------------------ |
| 131-138 | UHC  | UnitedHealthcare Pro Cycling   |
| 141-148 | RLM  | Roubaix-Lille Métropole        |
| 151-158 | SKT  | An Post-ChainReaction          |
| 161-168 | MMM  | Team 3M                        |
| 171-178 | WBC  | Wallonie-Bruxelles             |
| 181-188 | VGS  | Vastgoedservice-Golden Palace  |
| 191-198 | VER  | Veranclassic-Ekoi              |
| 201-208 | WIL  | Veranda's Willems Cycling Team |
| 211-218 | CIB  | Cibel                          |
| 221-228 | MET  | Metec-TKH-Mantel               |
| 231-238 | CSH  | Colba-Superano Ham             |
| 241-248 | TJO  | Team Joker                     |

## Ordine d'arrivo (Top 10)
| Pos. | Corridore           | Squadra       | Tempo    |
| ---- | ------------------- | ------------- | -------- |
| 1    | Kris Boeckmans      | Lotto-Soudal  | 4h26'50" |
| 2    | Justin Jules        | Veranclassic  | s.t.     |
| 3    | Scott Thwaites      | Bora-Argon 18 | s.t.     |
| 4    | Phil Bauhaus        | Bora-Argon 18 | s.t.     |
| 5    | Baptiste Planckaert | Roubaix-Lille | s.t.     |
| 6    | Danny van Poppel    | Trek          | s.t.     |
| 7    | Barry Markus        | Lotto-Jumbo   | s.t.     |
| 8    | Roy Jans            | Wanty-Gobert  | s.t.     |
| 9    | Remco te Brake      | Metec-TKH     | s.t.     |
| 10   | Nikolas Maes        | Etixx         | s.t.     |